# Dmytro Jaciw
Dmytro Jaciw, ukr. Дмитро Яців (ur. 30 lipca 1907 w Werczanach k. Stryja, zm. 19 sierpnia 1942 w KL Auschwitz) – ukraiński działacz niepodległościowy, prawnik, wiceminister rządu Jarosława Stećki, nacjonalista.
Ukończył gimnazjum w Stryju, następnie studia prawnicze na Uniwersytecie Lwowskim. Już w czasach szkolnych wstąpił do Ukraińskiej Organizacji Wojskowej, członek Organizacji Ukraińskich Nacjonalistów od jej założenia. W latach 1930–1932 był przewodniczącym OUN w okręgu stryjskim.
W latach 1939–1941 był okręgowym dyrektorem Związku Spółdzielni w Sanoku. Członek grupy marszowej skierowanej z Krakowa do Lwowa w czerwcu 1941, brał udział w ogłoszeniu Aktu Odnowienia Państwa Ukraińskiego we Lwowie, w rządzie Jarosława Stećki otrzymał funkcję wiceministra gospodarki narodowej.
Po likwidacji rządu Stećki przez władze niemieckie, został aresztowany 15 września 1941, i więziony w krakowskim więzieniu na Montelupich, następnie skierowany do niemieckiego obozu koncentracyjnego Auschwitz (numer obozowy 49727), gdzie zmarł po pobiciu przez polskich kapo.

## Literatura
- Мірчук Петро, Нарис історії ОУН 1920—1939 роки, К.: Українська Видавнича Спілка 2007, 1006 с., ISBN 966-410-001-3. (ukr.)